# Vasilij Škafer
Vasilij Petrovič Škafer (Mosca, 1867 – Leningrado, 1º giugno 1937) è stato un tenore e regista teatrale russo, dal 1917 sovietico.

## Biografia
Ebbe voce bianca di contralto e si appassionò al canto da bambino. Studiò quindi due anni con Dar'ja Leonova, poi con Nikolaj Andreev e, per la teoria musicale, con Semën Kruglikov presso la scuola di musica e teatro della Società filarmonica di Mosca; infine con Fëdor Komissarževskij presso quella della Società d'arte e letteratura. Si perfezionò a Milano e tornò a studiare a Mosca con Franchetti.

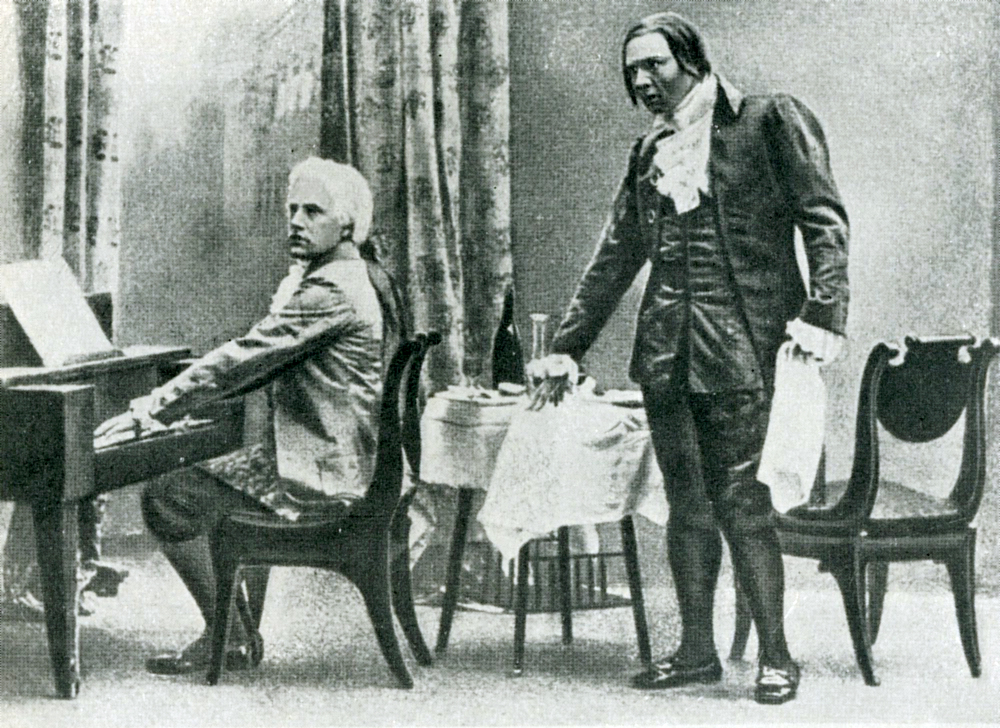
Škafer e Šaljapin come Mozart e Salieri (1898)

Debuttò nel 1892 in un ruolo di primo piano interpretando Lenskij nell'Eugenio Onegin, ma non ebbe successo e non fu ammesso nella troupe dell'opera.
Dal 1897 al 1904 fu solista per l'Opera privata russa di Mosca di Mamontov e intraprese la carriera da regista.
Nell'estate del 1898 Mamontov lo mandò a Parigi a proseguire gli studi di canto. In questo periodo interpretò con successo Mozart e Salieri di Rimskij-Korsakov, nel ruolo di Mozart, ed ebbe per partner Šaljapin.
Dal 1904, per due stagioni, fu solista e regista al Bol'šoj. Dopo una pausa triennale al Mariinskij di Pietroburgo (1906-1909), tornò al teatro moscovita per restarvi fino al 1924 ed esserne direttore dal 1911 al 1917. Dopo la Rivoluzione il Bol'šoj, già teatro imperiale, fu nazionalizzato dal governo sovietico, e Škafer ne presiedette il soviet fino al 1923. Dal 1924 al 1935 fu direttore al Teatro dell'opera e del balletto (ex Mariinskij) di Leningrado.